# Тулджаджі II
Тулджаджі II — магараджа Тханджавура, старший син Пратапсінгха. Був слабким, проте щедрим правителем. Період його володарювання позначився підписанням договорів, що фактично зробили Тханджавур васалом Британської Ост-Індійської компанії.